# Сатриани, Джо
Джозеф «Джо» Сатриани (англ. Joseph «Joe» Satriani; род. 15 июля 1956 года, Уэстбери, Нью-Йорк, США) — американский гитарист-виртуоз. Учитель таких гитаристов, как Стив Вай, Кирк Хэммет, Алекс Сколник, Дэвид Брайсон, Чарли Хантер, Ларри ЛаЛондэ и многих других.
По мнению британского издания Classic Rock, один из величайших гитаристов всех времен.
В конце 1993 года был приглашён в Deep Purple на замену ушедшего из группы во время гастролей Ричи Блэкмора, однако на следующий год покинул группу из-за контрактных обязательств.
За всю карьеру было продано более 10 миллионов копий альбомов

## Биография
Джо родился 15 июля 1956 года в Вестбери штат Нью-Йорк, а вырос в небольшом городке Кэйрл-Плэйс. Помимо него в семье было ещё 4 детей. Знакомство с музыкой он начал в девять лет с барабанов, и сразу же стал брать уроки. Сначала у него была довольно своеобразная установка, которая состояла из кофейной банки и резинового пэда. Его отец придумал способ стимулировать обучение сына: когда Джо делал своё очередное задание и показывал что он ответственный, растущий музыкант, он получал что-то ещё, например хай-хэт. Так, после двухлетнего обучения, когда Джо уже мог читать с листа и импровизировать у него наконец-то появилась маленькая установка Ludwig. Вскоре Сатриани понял, что он недостаточно хорош как те, кого он слушал, он чувствовал как будто у него чего-то не хватает в физическом развитии для игры на барабанах и он решает отдохнуть от музыки.
В то же время Джо начинает увлекаться музыкой Джими Хендрикса, Cream, а также Led Zeppelin. Он точно решает, если он снова возьмётся за музыку это будет непременно гитара, а вскоре после смерти Хендрикса окончательно делает свой выбор в пользу гитары и начинает усердно заниматься на подаренной ему гитаре — Hagstrom III.
В средней школе Кэйрл Плэйс, где учился Джо, помимо общих уроков надо было участвовать либо в хоре, либо в оркестре. Там его научили элементарной музыкальной теории, а также петь с листа. В это же время Джо начинает учиться по книгам и гармоническим схемам, которые берет у своих друзей.
Быстро освоив гитару, параллельно с занятиями, он начинает сам давать уроки. Стив Вай был одним из его первых учеников. Однако обучение это не более чем побочный заработок для Сатриани.
Дальше Джо двигался в том же направлении, в 11-12 классах он начал учиться музыкальной теории. Это была уже углубленная теория музыки, где его учили тому, как пишутся симфонии, кантаты и струнные квартеты. В то время, учась в Нью-Йорке, сдавали экзамены на уровне совета попечителей штата — их учили очень серьёзно. Его учитель Билл Уэскотт (Bill Wescott) был действительно энтузиастом музыки.
Параллельно с учёбой Джо выступает на школьных танцах и в парках, получая за это деньги, а в 16 он уже играл в клубах.

Когда я учился в 11 классе, мои родители обычно разрешали мне уезжать на выходные и играть концерты в Хэмптонсе, курортной окраине Лонг-Айленда. Это было, как вернуться из другого мира. Вечером в воскресенье ты приезжал домой после того, как вёл жизнь профессионального музыканта, и должен был делать уроки и идти в школу. Это было просто столкновение двух миров.

Билл Уэскотт преподавал настолько исчерпывающе, что когда Джо покинул школу, у него не было необходимости идти в колледж. К этому времени у него был уже большой опыт профессиональной работы в музыкальной сфере. Старший брат отца Джо всю жизнь работал музыкантом. Поэтому он смягчил реакцию семьи на заявление Джо: «Я собираюсь покончить со школой, и стать профессиональным музыкантом». Поэтому Джо не встретил противодействия.

## После школы
После школы Сатриани переехал в Сан-Франциско, где он продолжил совершенствовать технику игры, работая в качестве сессионного музыканта, а также преподавателя. Около десяти лет, подрабатывая в музыкальном магазине, он постоянно занимался с начинающими гитаристами. Через его руки прошли такие личности, как Кирк Хэмметт (Kirk Lee Hammett — Metallica), Ларри Лалонд (Larry LaLonde — Primus), Дэвид Брайсон (David Bryson — Counting Crows), мастер джаз-фьюжн Чарли Хантер (Charlie Hunter). Помимо преподавания Джо постоянно выступает с различными командами, не задерживаясь ни в одной из них надолго. Дольше всего просуществовала группа The Squares, где играл барабанщик Джефф Кампителли (Jeff Campitelli) с которым впоследствии Джо проведет вместе не один десяток лет.
В начале 80-х Сатриани начинает задумываться о сольной карьере. В 1984 году он самостоятельно записывает, а потом выпускает (за свой счёт) на независимом лейбле свой дебютный альбом «Joe Satriani», однако альбом не привлекает внимания общественности. Ситуация изменилась в 1986 году, когда один из лучших учеников Сатриани, Стив Вай, благодаря успешной работе в команде Дэвида Ли Рота попал в поле зрения СМИ. В интервью для ведущих американских изданий Вай неоднократно упоминал своего замечательного учителя и хорошего друга Джо Сатриани. Эта незапланированная промокампания удачно совпала с выходом его сольного альбома «Not Of This Earth», в результате чего интерес в обществе к персоне Джо начал постепенно возрастать.
В 1986 принял участие в The Greg Kihn Band в альбоме «Love & Rock`N`Roll»
В 1987 году после выхода второго диска «Surfing With The Alien» Сатриани проснулся знаменитым, его фотографии украсили все гитарные журналы. Альбом стал платиновым в США. Сам Мик Джаггер пригласил его в тур по Австралии и Японии. Джо так вспоминает этот период:

Предложение присоединиться к группе Джаггера подоспело очень кстати. В то время мой второй альбом «Surfing With The Alien» только-только увидел свет. Даже те люди, которым очень нравились мои диски, всё ещё не знали, как я выгляжу. Как только я попал в коллектив Джаггера, у меня начали брать интервью «Rolling Stone», «CNN», «Wall Street Journal», «NY Times», и очень быстро ко мне пришла известность. А шанс выступить с таким шоуменом, как Мик Джаггер, выпадает раз в жизни.

Годом позже выходит альбом (EP) «Dreaming #11» (1988), объединивший студийные композиции и живые треки. А ещё через год выпускается третий полноценный альбом Сатриани «Flying In A Blue Dream» (1989), на котором Джо дебютировал как вокалист. Композиция «One Big Rush» с этого альбома была использована в качестве саундтрека к фильму Кэмерона Кроу «Say Anything».
Примерно в это же время Джо начинает сотрудничать с Ibanez, в результате чего была разработана именная гитара — Ibanez JS Signature. Из-за работы над гитарой следующий альбом Сатриани «The Extremist» увидел свет лишь в 1992 году, однако, несмотря на долгий перерыв альбом показал отличные результаты в американских чартах.
В 1993 году выходит двойной CD «Time Machine». Первый диск содержит студийные записи и «бонусные треки с зарубежных альбомов», плюс треки с первого альбома «Joe Satriani» и три новые записи. Второй диск включает 14 концертных записей.

## В Deep Purple
В конце 1993 года Сатриани получает предложение занять место ушедшего Ричи Блэкмора в Deep Purple. После недолгих колебаний Джо согласился. Задача была не из лёгких, так как надо было в короткий срок выучить большое количество материала, но Джо справился с этой задачей, он даже получил предложение от Deep Purple остаться в группе в качестве постоянного гитариста, но Джо отказался.

Ощущения двойственные. Фактически я заменил самого Блэкмора. Потом думаю: «Минуточку! Ричи Блэкмор незаменим!». Я видел лица слушателей, которые с трепетом смотрели на сцену, но понимал, что я — не один из Deep Purple. В репертуаре было несколько песен, которые лучше Блэкмора никому не сыграть. Потом мне дали послушать «живые» записи, и я понял, что некоторые «блэкморовские» партии радикально менялись от концерта к концерту. Он постоянно искал, как бы улучшить песню. И вот, уже будучи участником группы, я перенял эту эстафету. «Подгонка», главным образом, касалась нового материала, с которым мы гастролировали. Им понравилась моя игра, мне понравилось играть с ними. Команда просто фантастическая!.

## Проект G3

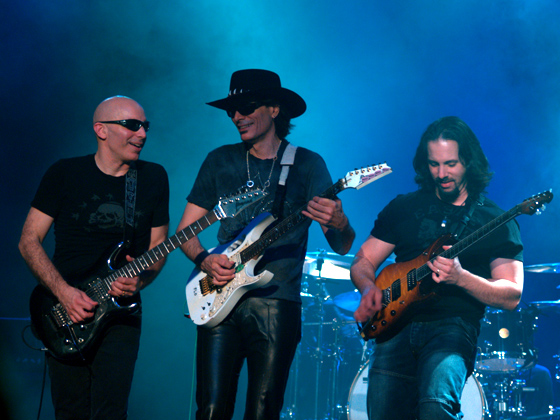
Джо Сатриани, Стив Вай, Джон Петруччи, Мельбурн, 2006 год

В 1995 году Джо принялся за осуществление перспективного гитарного проекта, получившего название G3 — предполагалось, что в нём будут участвовать три ярких и самобытных гитариста. Джо Сатриани:

Как-то я пожаловался своему менеджеру, мол, чувствую себя изолированным от всего остального мира, сам в студии, сам на концертах… Мои гастроли и гастроли других гитаристов, вроде Стива, никогда не пересекаются. Мы лишены возможности общаться и обмениваться информацией. Гитаристы, сами знаете, обожают потусоваться друг с другом, поджемовать и всё такое. Так родилась идея… Гитарного фестиваля что ли. Правда, было одно ограничение — в «фестивале» могут принять участие не более трех исполнителей. Во-первых, во многих концертных залах установлен регламент — не более трех часов, а во-вторых, три часа «живой» музыки, согласитесь, все-таки тяжеловато для слушателя. Из всех этих задумок и появился «G3». Если не изменяет память, название придумал мой менеджер Mick. Поначалу проект не пользовался большим спросом. Менеджеры и промоутеры были напуганы одной лишь идеей гитарного соревнования. Тем не менее, мне удалось убедить всех в целесообразности «G3», а реакция фанов не заставила себя долго ждать.

Вскоре «фестиваль» G3 из разового мероприятия перерос в ежегодный шоу-марафон с обязательным участием Джо Сатриани, к которым каждый раз присоединяется новый гитарист: Роберт Фрипп, Эрик Джонсон, Ингви Мальмстин и Джон Петруччи из группы Dream Theater, а также другие гитаристы.
В 1998 году вышел очередной студийный альбом Джо Сатриани «Crystal Planet» (Тор 50 США), после чего продолжились туры G3 по Соединенным Штатам.

## 2000—2009
В 2000 году Джо решился на смелые эксперименты с электронными эффектами в альбоме «Engines of Creation». Композиция «Until We Say Goodbye» с этого альбома претендовала на Grammy в номинации лучшее «рок-инструментальное исполнение», однако как и прежде Джо не получил награду. Всего за свою карьеру Сатриани становился номинантом Grammy 15 раз.
В 2001 году выходит «лайв» альбом «Live in San Francisco», с записью концерта Джо Сатриани в Сан Франциско в декабре 2000 года. Годом позже у Джо выходит новый студийный альбом «Strange Beautiful Music».
Помимо собственного творчества Сатриани участвовал на альбомах различных исполнителей, среди них: «Radio Free Albemuth» Стюарта Хэмма (Stuart Hamm), «Hey Stoopid» Элиса Купера, «All Sides Now» Пэта Мартино (Pat Martino).
В 2004 году выходит новый студийный диск «Is There Love in Space?». В двух композициях вокальные партии Сатриани исполнил сам, чего не делал уже 15 лет. Вместе с Джо над этим альбомом работали: неизменный барабанщик Джеф Кампителли (Jeff Campitelli), бас-гитарист Мэт Биссонет (Matt Bissonette), клавишник и гитарист Эрик Кодье (Eric Caudieux).
В 2005 году выходит DVD «G3 — Live In Tokyo». Выступление G3 в Японии, в котором вместе с Джо Сатриани и Стивом Ваем выступил Джон Петруччи (John Petrucci).

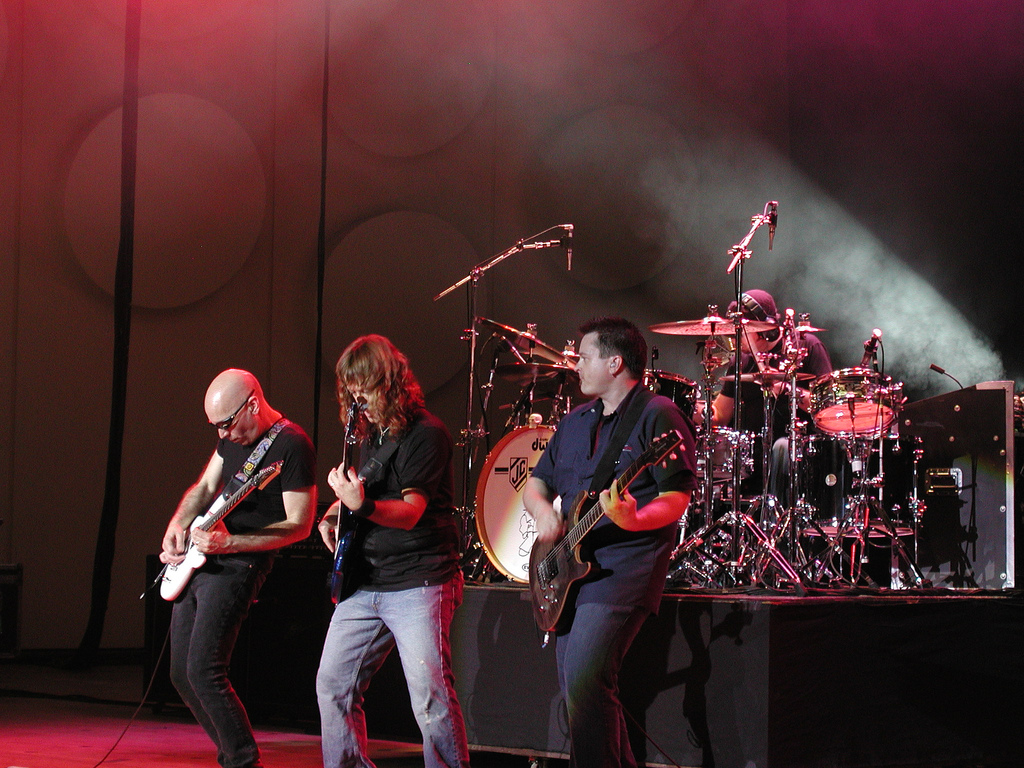
Сатриани и его группа

В начале 2006 года Джо выпускает очередной студийный альбом «Super Colossal». После записи этого альбома Сатриани вместе со своей обновленной командой (вместо ушедшего Мэтта Биссонета к Джо присоединился басист Дэйв Лару) отправляется в мировой тур в поддержку нового альбома. Россия не вошла в список стран, где Сатриани давал концерты.
31 октября 2006 года выходит двойной DVD/CD «Satriani LIVE!» — на видео представлен концерт с тура Super Colossal. Помимо самого концерта на диске можно найти все возможные бонусы в виде фотографий, различных видео, а также концерта Joe Satriani India Tour.
В декабре 2007 года Джо был опять номинирован на премию Grammy за концертное исполнение своей композиции «Always With Me, Always With You».
В этом же году переиздаётся альбом «Surfing With The Alien (Legacy Edition)», в котором были по-новому обработаны и записаны все треки альбома 1987 года.
В марте 2008 года выходит новый студийный альбом Joe Satriani — «Professor Satchafunkilus and the Musterion of Rock», после чего Джо отправляется в мировой тур.
8 июня 2008 года в рамках мирового тура Joe Satriani и его группа выступили в Москве. На разогреве у маэстро сыграл гитарист Дмитрий Четвергов.
В 2009 году вышел дебютный альбом группы Chickenfoot.

## 2010—2012
2 февраля 2010 вышел новый DVD/CD «Live In Paris: I Just Wanna Rock!», записанный в марте 2008 в ходе тура «PROFESSOR SATCHAFUNKILUS TOUR». Также в 2010 году прошёл тур 2009 EXPERIENCE HENDRIX, в котором Джо Сатриани принимал участие.
Четырнадцатый студийный альбом, озаглавленный Black Swans And Wormhole Wizards поступил в продажу в США 5 октября и на один день раньше в остальном мире. Альбом вышел на лейбле Epic Records.
5 августа 2012 состоялся концерт G3 в Москве, в рамках тура по Европе.

## Дискография

### Сольная карьера
- Not Of This Earth (1986)
- Surfing With The Alien (1987)
- Dreaming No.11 (1988)
- Flying In A Blue Dream (1989)
- The Extremist (1992)
- The Beautiful Guitar (European compilation album) (1993)
- Time Machine (1993)
- Joe Satriani (1995)
- Crystal Planet (1998)
- Engines Of Creation (2000)
- Additional Creations (Limited Edition Bonus CD with «Engines Of Creation») (2000)
- Live in San Francisco (2001)
- Strange Beautiful Music (2002)
- The Electric Joe Satriani: An Anthology (2003)
- Is There Love in Space? (2004)
- Super Colossal (2006)
- Satriani Live! (2006)
- Professor Satchafunkilus And The Musterion Of Rock (2008)
- Live in Paris: I Just Wanna Rock !!! (2009)
- Black Swans and Wormhole Wizards (2010)
- The Essential Joe Satriani (2010)
- Unstoppable Momentum (2013)
- Shockwave Supernova (2015)
- What Happens Next (2018)[7]
- Shapeshifting (2020)
- The Elephants of Mars (2022)[8]

### Вместе с другими артистами
| Год  | Артист                                      | Альбом                                        |
| ---- | ------------------------------------------- | --------------------------------------------- |
| 1986 | The Greg Kihn Band                          | Love & Rock`N`Roll                            |
| 1987 | Possessed                                   | The Eyes of Horror (продюсер)                 |
| 1989 | Stuart Hamm                                 | Radio Free Albemuth                           |
| 1994 | Deep Purple                                 | Fireball over Madrid                          |
| 1996 | Joe Satriani / Steve Vai / Eric Johnson     | G3: Live in Concert                           |
| 2003 | Joe Satriani / Steve Vai / Yngwie Malmsteen | G3: Live in Denver, Rockin' in the Free World |
| 2005 | Joe Satriani / Steve Vai / John Petrucci    | G3: Live in Tokyo                             |
| 2006 | Ian Gillan                                  | Gillan’s Inn                                  |
| 2007 | Joe Satriani, John Petrucci, Paul Gilbert   | G3 — Live In New York                         |
| 2009 | Chickenfoot                                 | Chickenfoot                                   |
| 2010 | Тарья Турунен                               | What Lies Beneath                             |
| 2011 | Chickenfoot                                 | Chickenfoot III                               |